# Dreifaltigkeitskirche (Dreifelden)

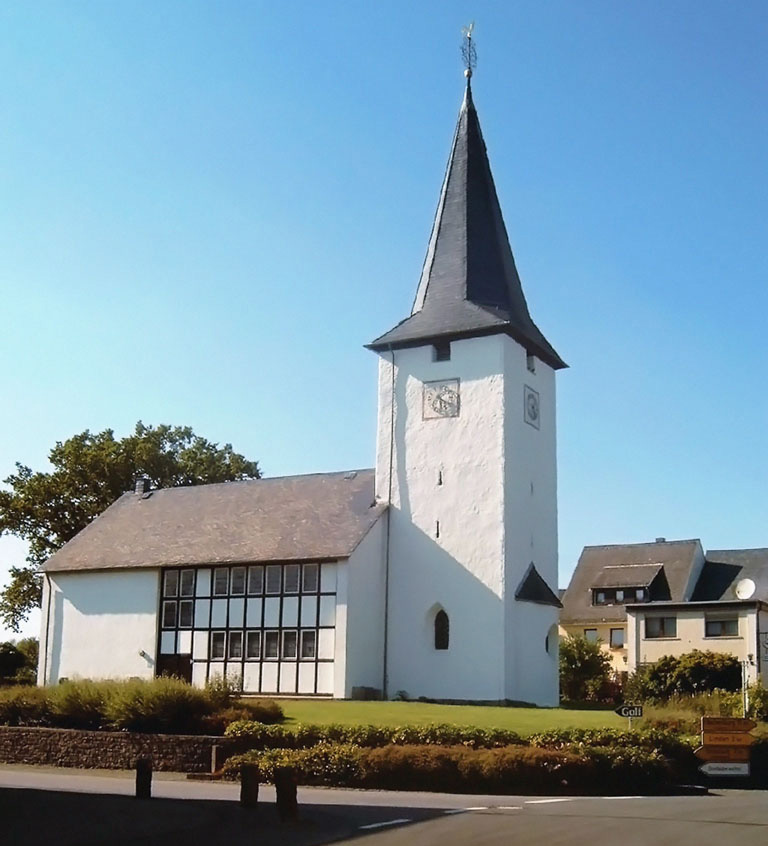
Kirche in Dreifelden

Die Kirche im Ortswappen der Gemeinde

Die evangelische Dreifaltigkeitskirche Dreifelden ist eine denkmalgeschützte Pfarrkirche in Dreifelden. Die Kirchengemeinde Dreifelden-Steinen gehört zum Dekanat Westerwald in der Propstei Nord-Nassau der Evangelischen Kirche in Hessen und Nassau.

## Geschichte
Die erste Anlage, ein rechteckiger Saalbau, ist wohl um 1100 erbaut worden. Somit ist die Wehrkirche, der Turm hat 5 Schießscharten, eine der ältesten im Westerwald. Die erste urkundliche Erwähnung stammt aus dem Jahr 1319. Die Erhöhung und Erweiterung des Saals zum dreischiffigen Langhaus erfolgte um 1200. Zur gleichen Zeit wurde der quadratische, viergeschossige Chorturm mit Apsis angefügt. Bis zur Reformationszeit war das Gebäude eine Wallfahrtskirche.
In gotischer Zeit wurden die Seitenschiffe abgerissen und die Arkaden zugemauert. Der Turm wurde erhöht und mit einem spitzen Turmhelm versehen. Nach einer Inschrift auf der Kanzel stattete man 1699 den Innenraum neu aus, versah das Langhaus mit einem Mansarddach und veränderte die Fenster barock. Zwei Fachwerk-Seitenschiffe und ein quergelagerter Westbau wurden angebaut.
Den baulich unscheinbaren Fachwerkbau mit romanischem Turm veränderte 1956 bis 1959 der Architekt Erich Thomas aus Altenkirchen unter Berücksichtigung der ortsüblichen Bauweise. Die sichtbar gewordene Fachwerkwand wurde belassen.
Kleinere Ausgrabungen belegten die Kirchengeschichte. Die Kirche ist namengebend für den Ort Dreifelden.